# Bangsbofyrren
Bangsbofyrren er navnet på det fyrretræ, der anses for at være det sidste, overlevende af den oprindelige, danske population. Træet står på privat grund ved Bangsbogårde, en lokalitet i Hals Sogn på Læsø, og det er endnu i god, fysisk stand. Træet er i dag fredet.
Træet blev plantet i 1752, og det blev i 1965 målt til ca. 10 meter højt med en stammeomkreds på 2,02 m. Ved fornyet undersøgelse i 2007 var disse mål en smule, men ikke synderligt meget større.
Man ved, at Poul Vinther hentede det ganske unge træ ind fra heden på Læsø. På det tidspunkt var øens oprindelige skov næsten fuldstændigt ødelagt, og resterne bestod af birk og rødel. Den senere tilplantning med bl.a. fyrretræer blev først indledt i begyndelsen af 1900-tallet. Derfor er der enighed om, at træet er af oprindelig, dansk proveniens.